# Надфразна єдність
Надфра́зна є́дність — відрізок мовлення, що формується з двох і більше речень, об'єднаних спільністю теми в композиційно-синтаксичну конструкцію, якій властива певна змістова завершеність і структурна єдність, що осягається лексичними, граматичними та інтонаційними засобами.
Поняття «Надфразна єдність» запровадив у вітчизняний науковий обіг український мовознавець Леонід Булаховський.

## Загальний опис
Питання про статус надфразних єдностей дискусійне. Багато вітчизняних науковців (І. Вихованець, І. Слинько, Н. Гуйванюк) не розглядають їх як особливі синтаксичні утворення, не вважають окремими самодостатніми комунікативними утвореннями, особливим різновидом складного речення.
Надфразна єдність насправді не є окремим реченням — ні складним, ні простим ускладненої будови. Це поєднання щонайменше двох окремих речень, які в писемному вияві пунктуаційно відділені одне від одного крапкою, значно рідше — знаком питання чи знаком оклику. Н-д: Ні, не змарнів наш рід! Не перевелися й лицарі на нашій землі! Жива душа народна (О. Довженко).
Блоки речень, пов'язаних між собою як своєю семантикою, так і граматично, становлять складне синтаксичне ціле (ССЦ), або, за іншою термінологією, складну синтаксичну (надфразну) єдність. Порівняно з реченням ССЦ характеризується повнішим розвитком думки.
У ССЦ виділяють зачин (початок думки, теми), розгортання думки чи повідомлення (розвиток, виклад теми) і кінцівку (підсумок сказаного).